# Provincia de Yauzyán
Yauzyán (persa: جوزجان) es una de las 32 provincias de Afganistán. Está ubicado en el norte del país. 
Su superficie es de 11.798 km².
Su población es de 775.794 habitantes (2007).
Su capital es Šibarġan.
Algunas ciudades importantes son: Āqčah, Qarqīn y Sang-e Čārak.
El 28 de mayo de 2007, un choque entre manifestantes y la policía en Šibarġan resultó en la muerte de seis manifestantes, daños a edificios gubernamentales y heridos en alrededor de treinta manifestantes y policías. La fatal protesta fue parte de un choque de poder entre el poderoso militar norteño y político Rashid Dostum y otros políticos en la provincia, particularmente el gobernador Joma Khan Hamdard y el MP Ahmad Khan, quien justamente ha sobrevivido un intento de asesinato a pocos días previos a la culpabilidad de Dostum.

## Política
El actual gobernador de la provincia es Joma Khan Hamdard.

## Distritos
Los distritos de la provincia de Yauzyán son:
- Āqčah. Capital: Āqčah
- Darzab. Capital: Darzab
- Fayzabad. Capital: Fayzābād.
- Khamyab
- Khwaja Du Koh
- Mardyan
- Mingajik
- Qarqīn. Capital: Qarqīn
- Šibarġan. Capital: Šibarġan